# Artin Gidikov
Artin Khatchik Gidikov (en arménien : Արթին Գիդիկով ; en bulgare : Артин Гидиков) est un homme d'affaires russe d'origine arménienne né en 1813 à Chișinău et mort en 1896 à Plovdiv. Il est marié à la fille du marchand philippopolitain Stepan Hindlian,.

## Biographie
Né en 1813 à Chișinău, alors dans l'Empire russe, il s'installe à Plovdiv à l'adolescence,. Après ses études, il décide de se lancer dans le commerce international, très lucratif à cette époque dans l'Empire ottoman. Il établit vite des liens étroits avec les cercles diplomatiques russes de Constantinople et Odrin. Après l'Insurrection bulgare d'avril 1876, il paya les autorités turques de Plovdiv pour la libération de 52 otages bulgares, dont Nayden Gerov (bg), premier consul à Plovdiv, qui emménagera chez lui et l'artiste bulgare Zafir Zograf (bg), qui peindra son portrait en signe de gratitude. Ce dernier est conservé à la galerie d'art de Plovdiv. Il meurt en 1896 à Plovdiv. Il laisse 8 enfants, 4 fils et 4 filles. Une rue de la vieille ville porte son nom,,.
Ses archives personnelles sont conservées dans le fonds 1097K des Archives d'État de Plovdiv.
Il est le grand-père du colonel Boghos Boghossian.